# Richard Schmidt (Jurist)
Richard Karl Bernhard Schmidt (* 19. Januar 1862 in Leipzig; † 13. März 1944 ebenda) war ein deutscher Politik- und Rechtswissenschaftler.

## Leben
Richard Schmidt war der Sohn des Leipziger Professors für sächsisches Privatrecht Bernhard Gottlob Schmidt (* 14. September 1822; † 1. Januar 1869). Er nahm 1880 ein Studium der Rechtswissenschaften an der Universität Leipzig auf und erwarb dort am 11. November 1884 den juristischen Doktorgrad. Am 20. Oktober 1887 habilitierte Schmidt sich für Prozessrecht und Strafrecht, er hielt als Privatdozent Vorlesungen. Am 18. Mai 1890 wurde er außerordentlicher Professor und wechselte am 1. August 1891 als ordentlicher Professor an die Universität Freiburg.
Hier war er 1903/04 Prorektor der Universität. Von 1907 bis 1912 war Schmidt als Abgeordneter der Universität Freiburg Mitglied der Ersten Kammer der Badischen Ständeversammlung. 1913 kehrte er in seine Heimatstadt zurück, wo er die Professur für Strafrecht, Staatsrecht und Zivilprozessrecht an der juristischen Fakultät übernahm. 1916/17, 1922/23 und 1928/29 war er Dekan der Juristenfakultät sowie 1920/21 Rektor der Universität Leipzig. 1934 wurde er im Alter von 72 Jahren emeritiert.
Richard Schmidt gehörte ab dem September 1933 mit der Nummer 69 zu den hundert ersten Mitgliedern der nationalsozialistischen Akademie für Deutsches Recht Hans Franks. Die dritte Auflage von 1934 seiner Einführung in die Rechtswissenschaft, die erstmals 1921 erschienen war, dokumentiert seine Zustimmung zur neuen Rechtsordnung nach der Machtergreifung der Nationalsozialisten. Schmidt war auch Mitglied der Sächsischen Akademie der Wissenschaften zu Leipzig, Direktor des Instituts für Politik und gründete die Zeitschrift für Politik. Er war Ehrendoktor der Universität Leipzig und der Universität Uppsala. Im Jahr 1942 erhielt er die Goethe-Medaille für Kunst und Wissenschaft.
Schmidt war seit 1895 mit Tilla Rosalin Ziegler (* 29. April 1875 in Würzburg; † 14. Juli 1946), einer Tochter des Pathologen Ernst Ziegler, verheiratet.
Richard Schmidt gehört zu denjenigen Staatsrechtslehrern, die durch die Staatslehre nach einer Wiedergewinnung politischen Denkens in der Bürgerschaft wie in der Wissenschaft strebte. Die rechtlichen Regeln des Staatslebens ließen sich nicht von den Menschen und Verhältnissen isolieren, und er wendete damit gegen den juristischen Positivismus.

## Schriften (Auswahl)
- Staatsanwalt und Privatkläger. 1891.
- mit Friedrich Stein: Aktenstücke zur Einführung in das Procescrecht. Hirschfeld, Leipzig 1890 (Digitalisat).
- Außergerichtliche Wahrnehmungen des Processrechts. 1892.
- Die Aufgaben der Strafrechtspflege. 1895, 1999.
- Lehrbuch des deutschen Zivilprozeßrechts. Leipzig 1898.
- Die Strafrechtliche Verantwortlichkeit des Arztes. 1900.
- Herkunft des Inquisitionsprozesses. 1901.
- Allgemeine Staatslehre. Band 1, 1900, Band 2, 1903.
- Prozessrecht und Staatsrecht. 1904.
- Zasius. 1904.
- Staatsverfassung und Gerichtsverfassung. Betrachtungen zum Problem der Gemeindegerichtsbarkeit. Mohr, Tübingen 1908.
- Die Strafrechtsreform in ihrer staatsrechtlichen und politischen Bedeutung. Leipzig 1912, 1978.
- Einführung in die Rechtswissenschaft. Band 1: Anfangsbegriffe der Rechtslehre und Grundzüge des geltenden Rechts. Meiner, Leipzig 1921.
- Einführung in die Rechtswissenschaft. Grundzüge des deutschen Rechts mit den Anfangsbegriffen der Rechtslehre und den Anfangsgründen der Rechtsphilosophie. 2., vervollständigte Auflage, Meiner, Leipzig 1923.
- Grundriß des deutschen Strafrechts. Leipzig 1925, 1998.
- Der politische Lehrgehalt in Goethes Lebenswerk. Epilog zu den Goethegedenktagen. In: Zeitschrift für Politik, Band. 22 (1933), S. 73–91.
- Einführung in die Rechtswissenschaft. Auf Grundlage der neuen Rechtsordnung, 3. Auflage, Kohlhammer, Stuttgart 1934.
- Prioritätsprinzip oder Ausgleichsprinzip im künftigen deutschen Vollstreckungsrecht. Berlin 1937.
- Grundriß der Allgemeinen Staatslehre oder Politik. Stuttgart 1938.